# Novembre 2005 au Canada

## Événements
- 28 novembre, le gouvernement minoritaire du Parti libéral du Canada tombe après une motion de non-confiance, 171 voix contre 133. 
  - Article principal : Élection fédérale canadienne de 2006
- 28 novembre, 180 pays se réunissent à Montréal pour discuter du changement climatique, et particulièrement de l'après protocole de Kyoto.
- Le suspect terroriste de Madrid, Abdelak Chergui, avait des plans très détaillés sur le métro de Montréal. La GRC se fait rassurante.
- Début des nominations pour l'Ordre de l'Ontario.
- La Compagnie de la Baie d'Hudson annonce que ses revenus ont diminué de 3,5 % en 2004-2005.
- Gérard Depardieu est venu lire les Confessions de Saint Augustin à la Basilique Notre-Dame de Montréal. L'ambassadeur de France et le premier ministre Jean Charest étaient aussi présents. 200 personnes n'ont pas pu entrer dans la basilique barricadée et ont dû l'écouter dehors sur un grand écran. Une rangée de sièges était cependant disponible à l'avant.